# Base aérienne 111 Lyon-Bron
La base aérienne 111 Lyon-Bron était un site opérationnel de l'Armée de l'air française, situé sur le territoire de la commune de Bron, près de la ville de Lyon.
Elle était active de 1910 à 1964. 

## Histoire

### Durant laPremière Guerre mondiale
Un camp d'aviation est créé en novembre 1910.
L'école de pilotage est active.

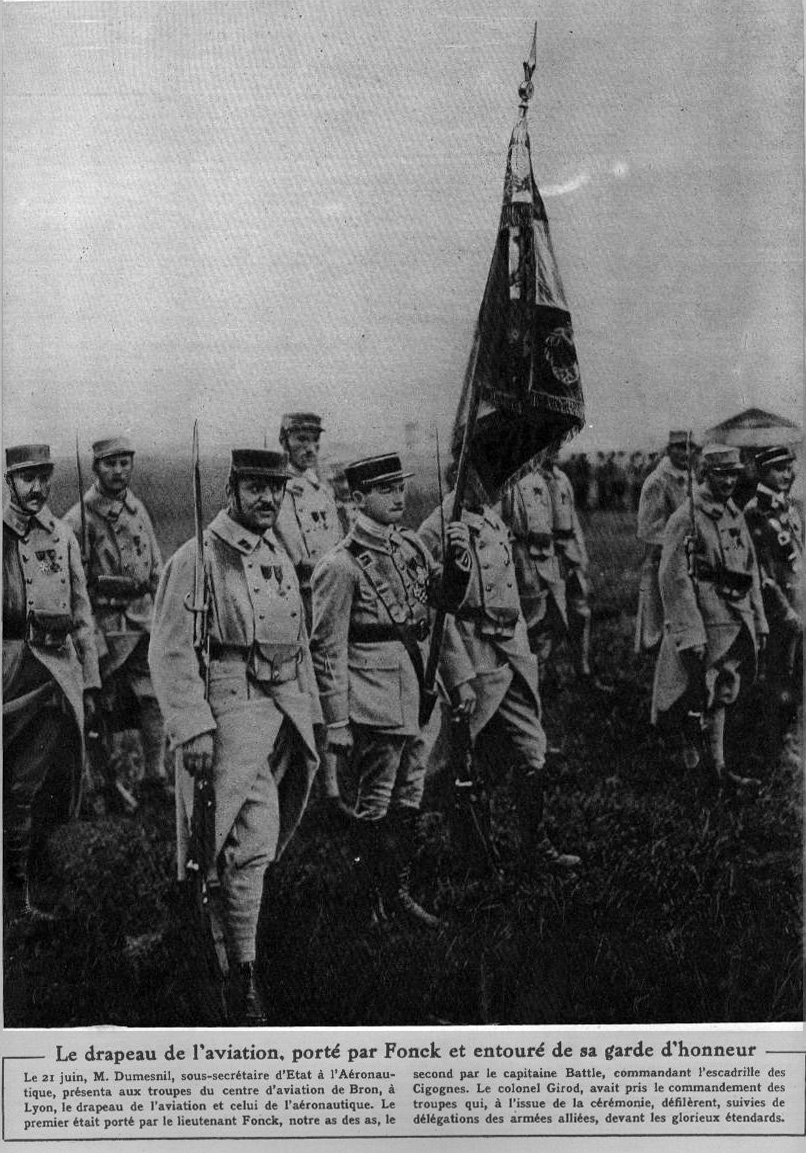
Drapeau de l'aviation présenté par René Fonck à Lyon-Bron

Le 2e groupe d'aviation rassemble plusieurs escadrilles actives.

### Entre les deux guerres
Le 5e groupe d'aviation, renommé 35e Régiment Aérien d'Observation, puis 35e Régiment d'Aviation Mixte, opère à partir de cette base.
À la création de l'Armée de l'air, en 1934, la base reçoit le numéro 105.

### Durant laSeconde Guerre mondiale
Le groupe de chasse III/9 y est stationné.
Le groupe de reconnaissance I/35 opère dans le secteur.
Le capitaine Jean Robert est ainsi mortellement touché, en 1940.
La base devient un lieu de stockage, jusqu'à son occupation effective, en novembre 1942.

### Après laSeconde Guerre mondiale
Reconstruite, elle prend le nom de Base aérienne 111 en 1951.
Elle accueille le Centre d'Entraînement des Réserves 306, de 1945 à 1964.
En 1956, la station radar est à Bron, en attendant les réaménagements de Mont-Verdun.

La base aérienne 111 est définitivement fermée en 1972.

## L'ancienne base aérienne, de nos jours
L'École de santé des armées y est présente depuis 1981.
Le terrain est aujourd'hui connu sous le nom d'Aéroport de Lyon-Bron. Il est le troisième aéroport d'affaires de France, après celui du Bourget et de Cannes-Mandelieu.

## Unités activées sur la base aérienne
Le Groupe de Transport IV/15 Poitou (aujourd'hui Escadron de transport 3/61 Poitou) y est créé le 10 mai 1945. 

Il restera à Bron jusqu'à son transfert à Chartres-Champhol le 1er juillet 1947.  